# Казарнська волость
Казарнська волость — історична адміністративно-територіальна одиниця Олександрійського повіту Херсонської губернії.
Станом на 1886 рік — складалася з 15 поселень, 18 сільських громад. Населення — 2805 осіб (1453 чоловічої статі та 1352 — жіночої), 314 дворових господарств.
|                     | Площа, десятин | У тому числі орної, дес. |
| ------------------- | -------------- | ------------------------ |
| Сільських громад    | 3273           | 2829                     |
| Приватної власності | 11474          | 8678                     |
| Казенної власності  | —              | —                        |
| Іншої власності     | 76             | 66                       |
| Загалом             | 14823          | 11573                    |

Найбільші поселення волості:
- Казарня — село при річці Вершиноаджелик за 58 верст від повітового міста, 340 осіб, 59 дворів, православна церква та лавка. За 3 верст — залізнична станція. За 13 верст — недіючий винокуренний завод.
- Долино-Кам'янка — село при річці Вершиноаджелик, 289 осіб, 53 двори, православна церква.